# Loricariichthys castaneus
Loricariichthys castaneus är en fiskart som först beskrevs av Castelnau, 1855.  Loricariichthys castaneus ingår i släktet Loricariichthys och familjen Loricariidae. Inga underarter finns listade i Catalogue of Life.